# Live at Ronnie Scott's
Live at Ronnie Scott's es un álbum en vivo publicado por el guitarrista británico Jeff Beck en 10 de noviembre de 2008. Contiene una presentación brindada por el músico en el Ronnie Scott's Jazz Club, cuya banda estaba conformada por Beck en guitarras, Tal Wilkenfeld en el bajo, Vinnie Colaiuta en la batería y Jason Rebello como tecladista.

## Lista de canciones
| N.º | Título                                      | Duración |  |
| 1.  | «Beck's Bolero»                             | 3:29     |  |
| 2.  | «Eternity's Breath»                         | 1:14     |  |
| 3.  | «Stratus»                                   | 4:47     |  |
| 4.  | «Cause We've Ended as Lovers»               | 5:17     |  |
| 5.  | «Behind the Veil»                           | 5:09     |  |
| 6.  | «You Never Know»                            | 3:20     |  |
| 7.  | «Nadia»                                     | 3:41     |  |
| 8.  | «Blast from the East»                       | 4:40     |  |
| 9.  | «Led Boots»                                 | 4:23     |  |
| 10. | «Angel (Footsteps)»                         | 5:41     |  |
| 11. | «Scatterbrain»                              | 4:32     |  |
| 12. | «Goodbye Pork Pie Hat/Brush with the Blues» | 6:14     |  |
| 13. | «Space Boogie»                              | 4:20     |  |
| 14. | «Big Block»                                 | 5:49     |  |
| 15. | «A Day in the Life»                         | 4:46     |  |
| 16. | «Where Were You»                            | 2:51     |  |

## Créditos
- Jeff Beck - guitarra
- Tal Wilkenfeld - bajo
- Vinnie Colaiuta - batería
- Jason Rebello - teclados